# Ellie Kildunne
Ellie Tea Kildunne (* 8. September 1999 in Keighley, England) ist eine englische Rugby-Union-Spielerin. Sie spielt auf der Position des Fullbacks für den englischen Club Harlequins und die Englische Rugby-Union-Nationalmannschaft. Sie wurde 2024 von World Rugby mit dem Preis als beste Spielerin des Jahres ausgezeichnet.

## Jugend und Ausbildung
Ellie Kildunne wuchs Keighley, West Yorkshire auf, wo sie im Alter von 7 Jahren mit dem Rugby spielen begann. Sie lernte als Kind zunächst die im Norden Englands weiter verbreite Variante des Rugby League. Mit 9 Jahren begann sie bei Keighley RUFC parallel dazu Rugby Union zu spielen. In beiden Teams war sie das einzige Mädchen auf dem Feld.
Nach ihren Schulabschluss studierte sie ein Jahr am Hartpury College, wo sie eine Saison für Gloucester-Hartpury spielte. Sie wechselte mit einem Stipendium an die St Mary’s University, Twickenham, an der sie begann Sportwissenschaften zu studieren.
Sie war Kapitänin der Yorkshire U18-Mannschaft und wurde mit dem englischen U-18 Siebener-Rugby Team Europameisterin.

## Nationalmannschaft
Kildunne debütierte im Alter von 18 Jahren für die Englische Rugby-Union-Nationalmannschaft in einem Spiel gegen Kanada, bei dem sie auch ihren ersten Versuch erzielte.
Im Frühjahr 2018 wurde sie in den Kader der Nationalmannschaft berufen, um sich auf die Women’s Six Nations 2018 vorzubereiten. Sie spielte alle 5 Spiele und wurde beim englischen Sieg gegen Irland Player of the Match.
Im Sommer 2018 wechselte sie zum englischen Frauen Siebener-Rugby Team um sich für die Olympischen Spiele 2020 zu qualifizieren – was ihnen auch gelang. Sie hatte zuvor in acht ihrer Spielen für die Nationalmannschaft neun Versuche erzielt.
Kildunne wechselte daraufhin zurück zum Rugby Union, verpasste allerdings aufgrund einer Verletzung die ersten beiden Spiele der World Series 2019.
Sie etablierte sich darauf als Stammspielerin ihrer Nationalmannschaft und gewann mit ihnen sowohl die Six Nations 2020 als auch 2021. Sie war ebenfalls Teil des englischen Kaders für die Rugby-Union-Weltmeisterschaft 2021 in Neuseeland, welche das Team auf Platz 2 beendete.
Kildunne erzielte bei den Six Nations 2024 die meisten Versuche und wurde zur Spielerin des Turniers ernannt, dass die Red Roses zuvor mit einem Grand Slam gewonnen hatten.
Sie wechselte daraufhin erneut zum Siebener-Rugby, um an den Olympischen Sommerspielen 2024 in Paris teilzunehmen. Das Team beendete das Turnier auf Rang 7.
Im November 2024, wurde sie von World Rugby mit dem Preis als beste 15er Spielerin des Jahres ausgezeichnet.

## Club Karriere
Kildunne begann ihre Ausbildung beim Rugby League Verein Keighley Albion und spielte später parallel dazu für den Rugby Union Club Keighley RUFC. Da beide Vereine keine eigenes Damen-Team auf die Beine stellen konnten, wechselte sie zum Verein West Park Leeds RUFC und später zu den Castleford Tigers Women. Nach ihren Schulabschluss schloss sie sich dem Premier 15s Team Gloucester-Hartpury für die Saison 2017/18 an.
Ellie Kildunne schloss sich 2020 dem Premier 15s Club Wasps an. Damit wechselte sie endgültig von Rugby League zum Rugby Union. 2021 wechselte sie zu den Londoner Harlequins. Sie erreichte mit ihnen 3-Mal das Halbfinale der Liga.